# Чакобо (язык)
Чакобо – один из паноанских языков. Число носителей – около 550 человек, проживающих на северо-западе боливийского департамента Бени. Распространён среди всех возрастных групп населения, около 50% носителей – монолингвы. Существуют двуязычные школы (чакобо и испанский). Агглютинативная основа, характерный порядок слов – SOV. 